# Вуйцина
Вуйцина (пол. Wójcina) — село в Польщі, у гміні Менджехув Домбровського повіту Малопольського воєводства.
Населення — 251 особа (2011).
У 1975-1998 роках село належало до Тарновського воєводства.

## Демографія
Демографічна структура станом на 31 березня 2011 року:
|          | Загалом | Допрацездатний вік | Працездатний вік | Постпрацездатний вік |
| -------- | ------- | ------------------ | ---------------- | -------------------- |
| Чоловіки | 126     | 30                 | 85               | 11                   |
| Жінки    | 125     | 26                 | 68               | 31                   |
| Разом    | 251     | 56                 | 153              | 42                   |